# Oružjem protivu otmičara
Oružjem protivu otmičara – w skrócie OPO (tłum. Bronią przeciw porywaczom dzieci), serbska pop-punkrockowa grupa muzyczna, pochodząca z miasta Zrenjanin w Serbii.
Grupa została założona w 1992 roku przez dwóch przyjaciół: gitarzystę Nikolę Pavkovica oraz basistę Dragę Antonowa. Pozostali członkowie zespołu zmieniali się, dopóki na stałe nie dołączyli wokalistka Dragana Mrkajić i perkusista Darko Kurjak.
Pierwszy album Oružjem protivu otmičara w stylu power pop został zarejestrowany i wydany w 1995. Teksty do niego napisał Pavković, o treściach egzystencjalnych i samobójczych. Piosenka „Ptica” zainspirowana została piosenką grupy The Muffs Everywhere I Go. Po wydaniu płyty Darko Kurjak opuścił grupę a dołączył nowy perkusista Vladimir Jovanovic. Z nim grupa wydała w 1996 drugi album BarbieCue, muzycznie bardzo podobny do pierwszego. Dwie piosenki z tej płyty Mladiću moj grupy Zana i Saša Ajdanov znalazły się w 1997 na ścieżce dźwiękowej filmu Balkanska pravila w reż. Darko Bajića. Piosenka U koloru znalazła się w kompilacji nagrań różnych zespołów Ovo je zemlja za nas?!? (Czy to ziemia/kraj dla nas?) z lat 1992-1997.
Ze względu na dużą popularność drugiego albumu powstała jego zremiksowana wersja pod nazwą BarbieMix. Z powodu przejścia muzyków do innych grup zespół przestał istnieć. Po pewnym czasie odtworzył się nowy skład z Pavkovicem i nagrał album Komadić koji nedostaje (Missing Piece), który nazwę wziął z książki The Missing Piece Shela Silversteina. Charakterystyczny styl zespołu wzbogacony został na tej płycie o sekcję smyczkową. 
Rok po nagraniu tej płyty zespół rozpadł się w 1999 roku podczas bombardowań NATO w Jugosławii. 
W 2002 nastąpił powrót grupy w zmienionym składzie płytą Maštoplov (Maszyna Snów) z nowym wokalistą Ivaną Cvejinem. Z albumu pochodzą m.in. piosenki Budi tu oraz Voajer. W 2007 zespół nagrał płytę Znaš ko te pozdravio?.

## Obecny skład
- Ivana Radmanovac - wokal, gitara
- Nikola Pavković - gitara
- Zarko Dunić - bas
- Srđan Dević - perkusja

## Dyskografia

### Albumy
- 1995 - Oružjem protivu otmičara
- 1996 - BarbieCue
- 1998 - Komadić koji nedostaje
- 2002 - Maštoplov
- 2007 - Znaš ko te pozdravio

	2007

### Remiksy
- 1997 - BarbieMix

### Single
- 1997 - U koloru
- 1999 - Mladiću moj / Ptica / 1000
- 2009 - Good Idea